# Giovanni Getto
Giovanni Getto, né le 14 juin 1913 à Ivrée et mort le 9 juin 2002 à Bruino, est un universitaire et critique littéraire italien.

## Biographie
Giovanni Getto effectue ses études secondaires à Ivrée et obtient son diplôme en 1933. Il faisait alors partie de la section locale de l'Action catholique.
Il a ensuite été l'élève de Luigi Russo (it) à l'école normale supérieure de Pise, dont il sort diplômé en 1937. Il commence sa carrière universitaire à l'université d'État de Milan, avant d'enseigner la littérature italienne de 1948 à 1988 à l'université de Turin.
Il a été codirecteur de la revue Lettere italiane et de la  Rivista di storia e letteratura religiosa (Revue d'histoire et littérature religieuses).
Ses études ont porté principalement sur Dante, la littérature religieuse, Le Tasse, la littérature baroque, Alessandro Manzoni (1785-1873), Aldo Palazzeschi (1885-1974) et Eugenio Montale (1896-1981).

## Œuvres
- Storia delle storie letterarie, Collection « Idee nuove » N° 16, Milan, Bompiani, 1942
- Aspetti della poesia di Dante, Collection « Biblioteca del Leonardo » N° 37, Florence, Sansoni, 1947
- Poeti, critici e cose varie del Novecento, Collection « Biblioteca del Leonardo » N° 50, Florence, Sansoni, 1953
- Letture dantesche, (sous la dir. et préface de Giovanni Getto), 3 vol., Florence, Sansoni, 1955-1961
- Carducci e Pascoli, Bologne, Zanichelli, 1957
- Letture manzoniane, Florence, Sansoni, 1964
- Paolo Sarpi, Florence, Olschki, 1964
- Letture manzoniane, Firenze, Sansoni, 1964
- Carducci e Pascoli, Collection « Collana di saggi », N° 27, Naples, Edizioni scientifiche italiane, 1965
- Immagini e problemi di letteratura italiana, Milan, Mursia, 1966
- Vita di forme e forme di vita nel Decameron, Turin, Petrini, 1966
- Saggi leopardiani, Florence, Vallecchi, 1966
- Studio sul Morgante, Collection « Biblioteca di Lettere italiane » N° 7, Florence, Olschki, 1967
- Interpretazione del Tasso, Collection « Collana di saggi » N° 30, Naples, Edizioni Scientifiche Italiane, 1967
- Letteratura religiosa del Trecento, Florence, Sansoni, 1967
- Nel mondo della Gerusalemme, Florence, Vallecchi, 1968
- Letteratura e critica nel tempo, Milan, Marzorati, 1968
- Storia delle storie letterarie, Collection « Critica e storia », Florence, Sansoni, 1969
- Barocco in prosa e in poesia, Collection « Saggi » Rizzoli, Milan, Rizzoli, 1969
- Manzoni europeo, Collection « Biblioteca europea di cultura » N° 9, Milan, Mursia, 1971
- Poeti del Novecento e altre cose, Collection « Civilta letteraria del Novecento. Saggi » N° 27, Milan, Mursia, 1977

## Crédit d'auteurs
- (it) Cet article est partiellement ou en totalité issu de l’article de Wikipédia en italien intitulé « Giovanni Getto » (voir la liste des auteurs).